# Loropetalum lanceum
Loropetalum lanceum är en trollhasselart som beskrevs av Hand.-mazz.. Loropetalum lanceum ingår i släktet Loropetalum och familjen trollhasselfamiljen. Inga underarter finns listade i Catalogue of Life.